# Armgard
Armgard ist ein weiblicher Vorname. Armgart ist hingegen Vor- und Familienname.

## Herkunft und Bedeutung des Namens
Es handelt sich um einen Namensvariante von Irmgard/Ermengard, abgeleitet von althochdeutsch ermin/irmin → groß, gewaltig und -gard → Schutz.

## Namenstag
Armgard hat keinen eigenen Namenstag. Der Namenstag des verwandten Namens Irmgard ist der 19. Februar.

## Bekannte Namensträger
- Armgard von Reden-Dohna (* 1941), deutsche Historikerin
- Wilhelmina Armgard Beatrix (* 1938), Königin der Niederlande
- Armgard von Alvensleben (1893–1970), Äbtissin
- Armgard Müller-Adams (* 1973), deutsche Journalistin
- Armgard (Rietberg) (auch Irmgard; † 1584), von 1565 bis 1584 Gräfin von Rietberg
- Armgard in Schillers Drama Wilhelm Tell
- Armgart Esche und Armgart Adler, Mutter und Tochter von Peter Adler (Schriftsteller)